# Patrocles (geógrafo)

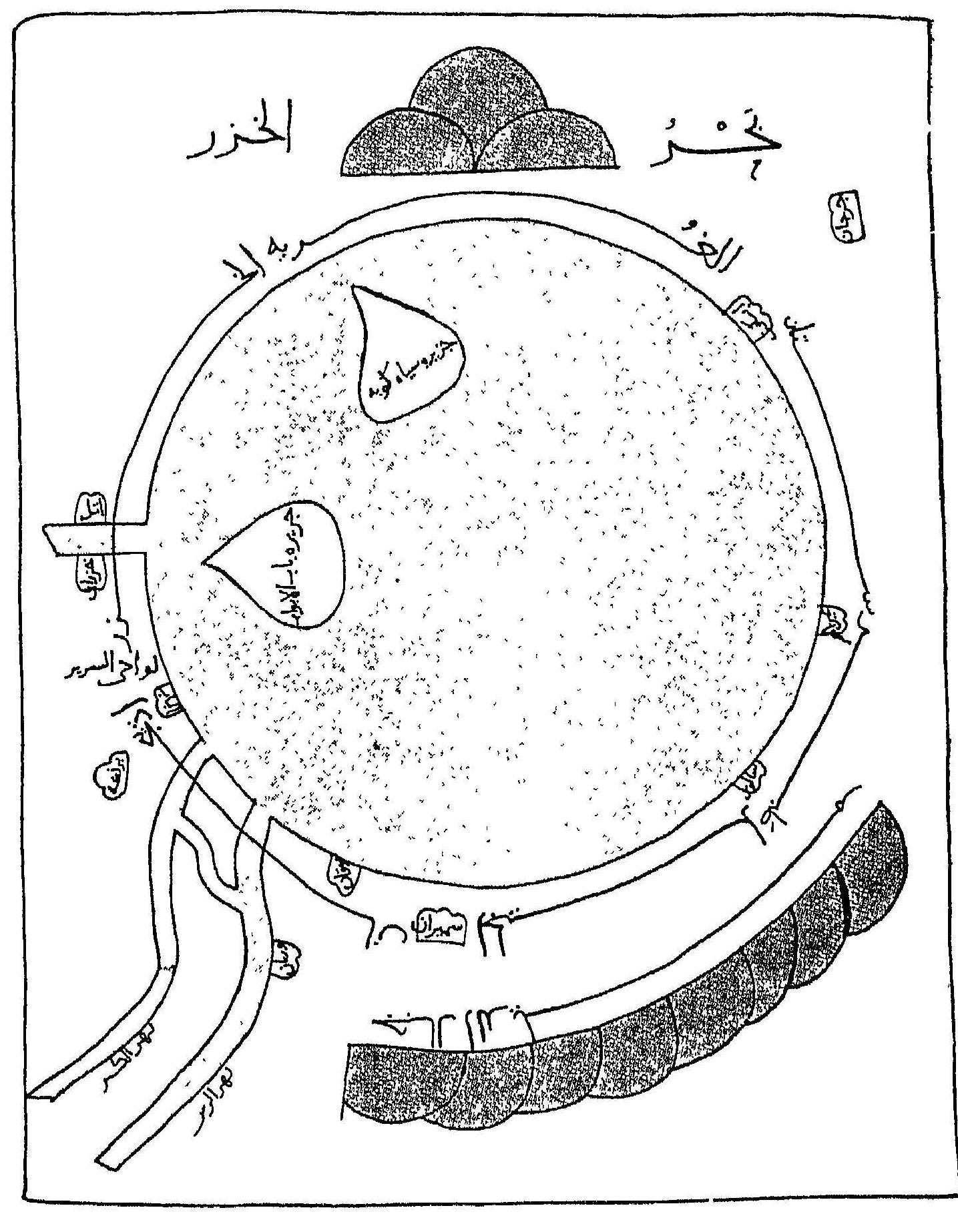
El mar Caspio según la Ṣūrat al-’Arḍ de Ibn Hawqal.

Patrocles (griego: Πατροκλῆς; activo c. 312-270 a. C.) fue un general y escritor sobre asuntos geográficos macedonio. Sirvió bajo los reyes seléucidas Seleuco y Antíoco, aparentemente por algunas décadas, y exploró el mar Caspio llegando a la conclusión de que era un golfo o una ensenada, y que era posible entrar en ella por mar desde el océano Índico. La única información sobre su obra (de la que incluso su título nos es desconocido) nos llega de Estrabón. Como militar, Patrocles era un ingeniero cualificado, llegando a defender Babilonia contra Demetrio Poliorcetes con una inundación de los canales de riego.
Tras la muerte de Seleuco, Patrocles fue enviado por su sucesor, Antíoco, a sofocar una revuelta en Asia Menor, pero sus fuerzas fueron derrotadas en un encuentro con los bitinios.